# 小西天 (海淀区)
39°57′03″N 116°22′17″E / 39.9507°N 116.3713°E
小西天位于中华人民共和国北京市海淀区。此地在积水潭（北京二环路）和北太平庄（北京三环路）之间，聚集大量居民区。此地现有一牌楼，建于1989年。
小西天是佛教寺庙的一个等级，供奉佛祖的庙宇一般称大西天，供奉如来佛的庙宇一般称小西天。

## 周围单位
- 中国人民解放军第二炮兵总医院（原解放军第262医院）
- 中国电影集团公司
- 北京师范大学
- 中国电影资料馆